# Aono Daisuke
Daisuke Aono (sinh ngày 19 tháng 9 năm 1979) là một cầu thủ bóng đá người Nhật Bản.

## Sự nghiệp câu lạc bộ
Daisuke Aono đã từng chơi cho Gamba Osaka, Vissel Kobe, Albirex Niigata và Ehime FC.